# Víctor Hugo Islas Hernández
Adrián Víctor Hugo Islas Hernández (Puebla de Zaragoza, Puebla; 8 de septiembre de 1951) es un político mexicano, miembro del Partido Revolucionario Institucional. Ha sido diputado del Congreso del Estado de Puebla, diputado y senador al del Congreso de la Unión. Dirigente del PRI y de varias de sus organizaciones sectoriales y adherentes, y, en más de una ocasión, aspirante a la presidencia municipal de Puebla y a la gubernatura del Estado.
En septiembre de 2006 anunció su interés por contender en 2011 para la sucesión del Ejecutivo Poblano que dejará en ese año el actual gobernador Mario Marín Torres. Aunque polémico por su rivalidad con la cúpula marinista (que data de 1998, cuando ambos fueron precandidatos a la presidencia municipal de Puebla de Zaragoza) y por su proximidad a la cúpula priista nacional, no se puede negar su derecho y su aspiración dado que tiene más de 30 años de militancia en dicho partido político, habiéndose graduado de numerosos cargos locales y nacionales, tanto políticos como legislativos y administrativos.

## Estudios
- Abogado, Notario y Actuario por la Facultad de Derecho de la hoy Benemérita Universidad Autónoma de Puebla (1971-1975).
- Egresado del Curso de Capacitación Política en el Instituto de Capacitación Política (ICAP) del Comité Ejecutivo Nacional del PRI (1972).

## Cargos partidistas
- Presidente del Comité Directivo Estatal Puebla del Movimiento Nacional de la Juventud Revolucionaria (MNJR).
- Asesor del C. Secretario General del Comité Ejecutivo Nacional de la Confederación Nacional de Organizaciones Populares, CNOP (1984).
- Secretario General en la Confederación Nacional de Organizaciones Populares del Estado de Puebla (1985).
- Presidente del Comité Directivo Estatal del PRI en Puebla (1993-1995).
- Secretario Coordinador de los Comités Estatales en el Comité Ejecutivo Nacional del Frente Nacional de Organizaciones y Ciudadanos, FNOC, antes CNOP (1995-1997).
- Coordinador Regional en el Comité Ejecutivo Nacional del PRI en el Estado de Coahuila.
- Delegado General del Comité Ejecutivo Nacional del PRI en el Estado de Tabasco (1999-2000).
- Delegado Especial del Comité Ejecutivo Nacional del PRI en el Municipio del Centro de Villahermosa, Tabasco (1999-2001).
- Coordinador Regional del Comité Directivo Estatal del PRI Puebla en 54 municipios (2001).
- Delegado General del Comité Ejecutivo Nacional del PRI en el Estado de Nayarit (2002).
- Secretario Adjunto a la Presidencia del Comité Ejecutivo Nacional del PRI (2002 a la fecha).
- Delegado Especial del Comité Ejecutivo Nacional del PRI en el Estado de Chiapas (2006).

## Cargos legislativos
- Regidor del Honorable Ayuntamiento del Municipio de Puebla (1977).
- Diputado a la XLVII Legislatura del Honorable Congreso del Estado de Puebla representando al 11° Distrito Local Electoral con cabecera en el municipio de Chiautla de Tapia (1978-1981).
- Diputado a la LIII Legislatura del Congreso de la Unión de México por el V Distrito Electoral Federal de Puebla con Cabecera en el municipio de Acatlán de Osorio (1985-1988).
- Senador Suplente por el Estado de Puebla a las LIV y LV Legislaturas del Honorable Congreso de la Unión (1988-1994).
- Diputado a la LVI Legislatura del Congreso de la Unión de México por el III Distrito Electoral Federal de Puebla con cabecera en el municipio de San Andrés Cholula, Puebla (1994-1997). En este cargo, se desempeñó como Presidente de la Comisión de Fortalecimiento Municipal, además de ser miembro de las Comisiones de Comunicaciones y Transportes, Vigilancia de la Contaduría Mayor de Hacienda, Régimen, Reglamento y Prácticas Parlamentarias y como Secretario de la Gran Comisión.
- Senador por el Estado de Puebla a la LVII Legislatura del Congreso de la Unión de México (1997-2000). En este cargo se desempeñó, entre otras funciones, como Secretario de la Mesa Directiva de la Cámara de Senadores en el Segundo Año de Ejercicio (1998).
- Diputado a la LII Legislatura del Honorable Congreso del Estado de Puebla representando al 7.º Distrito Local Electoral con cabecera en el municipio de San Martín Texmelucan (2002–2003).
- Diputado a la LIX Legislatura del Congreso de la Unión de México por el III Distrito Electoral Federal de Puebla con cabecera en el municipio de San Martín Texmelucan, Puebla (2003-2006). En este cargo, entre otras funciones, se desempeñó como presidente de la Comisión de la Función Pública y brevemente como miembro de la Comisión de Desarrollo Metropolitano.

## Cargos en la administración pública
- Director del Archivo General del Gobierno del Estado de Puebla (1975)
- Visitador de la Dirección General de Gobernación en el Estado de Puebla (1975).
- Asesor del C. Director general de BANOBRAS (1990).
- Delegado de BANOBRAS en el Estado de Guanajuato (1990).

## Cargos sociales y periodísticos
- Director general de la revista mensual “Fórmula Poblana” (1974).
- Director general del periódico diario “Círculo Poblano” en Puebla (1975).
- Presidente fundador de la Asociación de Profesionales al Servicio del Pueblo A.C.
- Presidente fundador de la Asociación de Profesionales de México Unidos A.C.
- Co-comentarista de Radio Fórmula (2006).